# Buông xả

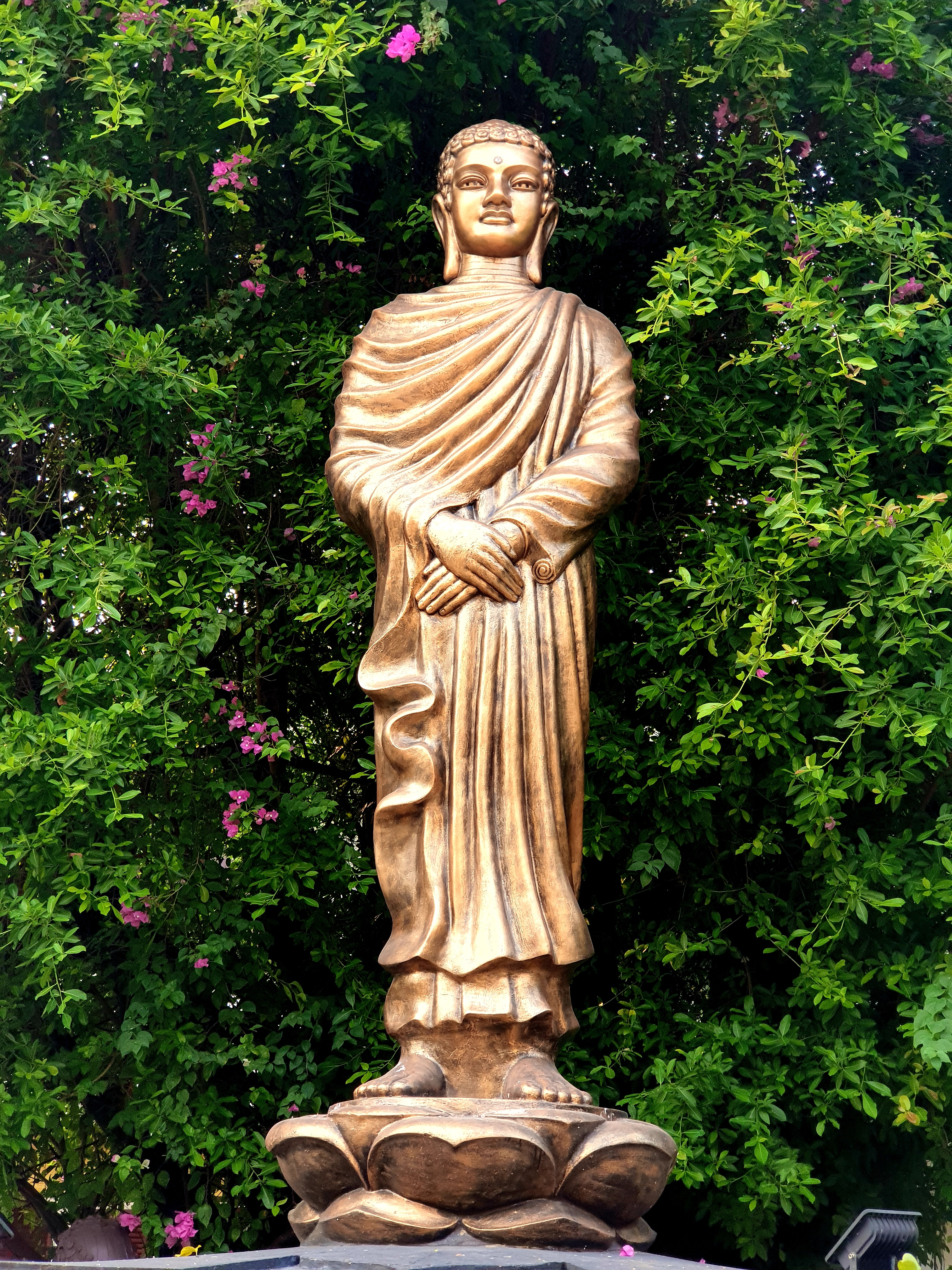
Đức Phật giác ngộ cho chúng sinh buông xả để rũ bỏ phiền não tìm kiếm sự an yên

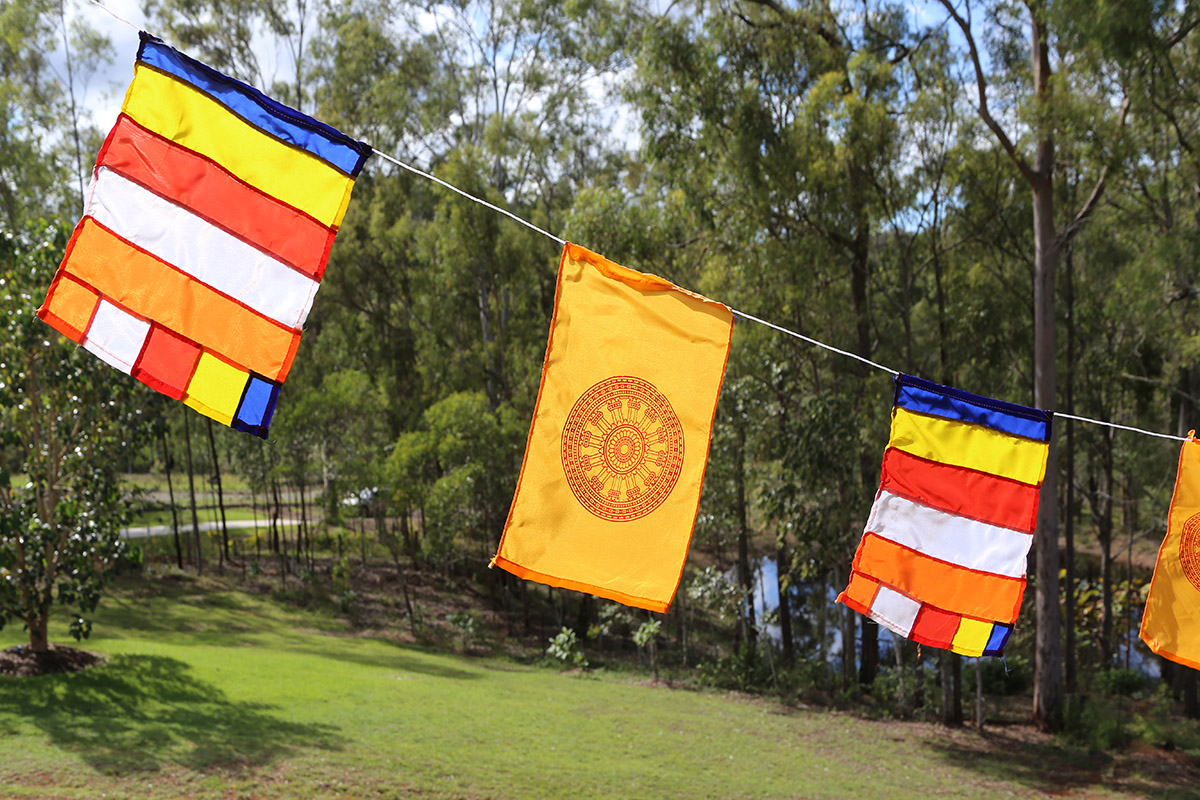
Cờ Phật giáo ở Úc

Buông xả (tiếng Pali: Upekkhā, tiếng Phạn: Upekṣā, tiếng Sinhala: උපේක්ෂා) hay còn gọi là Buông bỏ hay Xả (捨/xả bỏ/xả ly) là khái niệm Phật giáo chỉ về tâm bình thản (Equanimity) trước mọi sự và cũng là một pháp hành trì tu tập nhằm khiến tâm trí không bị cột trói, chấp niệm vào các đối tượng hay ý niệm mà sinh phiền não. Buông xả là một trong Tứ vô lượng (Brahmavihara) gồm Từ-bi-hỷ-xả. Sự bình thản thực sự (bình tâm) là đỉnh cao của bốn ý niệm mà kinh điển Phật giáo gọi là Tứ lượng vô biên gồm lòng nhân từ hay tâm từ (Maitrī), lượng từ bi (Karuṇā), lòng vị tha hoan hỷ (Mudita) và sự bình tâm, thanh thản, những yếu tố này hoàn thiện và hoàn thành lẫn nhau. Trong đó, Xả vô lượng (Upekṣāpramāṇa/Upekkhā-appamaññā) là một đức tính của Cõi Phạm Thiên (Brahma/Brahmaloka) là một tâm sở (Chitta samskara/चित्त संस्कार) vốn là yếu tố tinh thần của Phật giáo, đức tính Xả vô lượng được trau dồi trên con đường đi đến cõi Niết Bàn (Nirvāna) thông qua việc thực hành thiền tập (Dhyāna).
Thực hành buông xả (Upekkha) là sự không dao động hoặc giữ thái độ trung đạo, điềm tĩnh trước tám thăng trầm của cuộc đời mà còn được gọi là Bát phong (Atthaloka dhamma) gồm: "Lợi-suy, hủy-dự, xưng-cơ, khổ-lạc" nghĩa là lợi dưỡng-suy hao (được và mất), hủy báng-tán thán (sĩ diện và điều tiếng), tôn kính-chê bai (lời khen chê tốt xấu), đau khổ-mãn nguyện, tám ngọn gió này đã làm cho chúng sinh quay cuồng trong thế gian. Kẻ thù của buông xả là tham lam và sự oán giận được thúc đẩy từ những ham muốn và tức giận (sân si) là những trạng thái tâm trí đối lập rõ ràng và những đối lập một cách tinh vi chính là sự thờ ơ hoặc bàng quang vô trách nhiệm. Buông bỏ không phải là buông tha hay vứt bỏ hoặc là chối bỏ chạy trốn cuộc đời, mà buông xả các tâm niệm xấu ác tổn người hại vật, tâm tham lam, oán giận, si mê. Buông xả và nỗ lực kiến lập một đời sống thịnh vượng là không có gì mâu thuẫn với nhau.
Lòng buông xả, không câu nệ chấp nhất bám chặt vào bất cứ điều gì, khi nhận ra và từ bỏ tham lam ích kỷ, vọng tâm, kiêu ngạo khi tự coi mình là trung tâm, đề cao giá trị bản thân. Thân tâm giữ vững trước sự vô thường thế gian, thản nhiên trước sự thay đổi của thế nhân, khi đời là bể khổ trầm luân mà vẫn ung dung, bình thản, không bận lòng, phiền muộn hay lo lắng trước thuận lợi hay nghịch cảnh, tâm bất biến giữa dòng đời vạn biến là biểu hiện của sự trầm lắng, an tĩnh, sự tĩnh lặng. Mọi hiện tượng luôn chuyển biến theo quá trình Thành, Trụ, Hoại, Không (sinh, trụ, dị, diệt) nên không mê đắm vật chất giả tạm, không vui quá đà mà cũng không luẩn quẩn u sầu, vinh hay nhục thì tâm vẫn không động. Buông xả là một trong những trạng thái cao tột trên con đường hành trì Phật pháp, là nền tảng của trí tuệ và giải thoát, đồng thời, nó còn bảo hộ cho sự cảm thông và tình yêu thương và sự bình an, muốn hết buồn, hết khổ thì phải xả, phải buông bỏ. Buông bỏ thì hết khổ và an vui. Theo Đức Phật, phương pháp để mang lại sự bình an nội tại là khéo chú tâm quan sát, chánh niệm liên tục từ không ngừng nghỉ và dựa trên sự tác ý nhằm phát triển đức tính buông xả, ý niệm buông xả trước sẽ làm tiền đề cho ý niệm sau.